# Makau Foster
Makau Foster Delcuvellerie plus connue sous le nom de Makau Foster est une danseuse et chorégraphe polynésienne née sur l'île de Hao aux Tuamotu, fondatrice de la troupe de ori tahiti Tamariki Poerani.

## Biographie
Makau Foster est originaire de l'atoll de Hao. A l'âge de seize ans elle part étudier à Hawaï et danse au centre culturel polynésien pour payer ses études. Elle se produit ensuite comme danseuse aux États-Unis avant de revenir à Tahiti où elle intègre Te Maeva, la troupe de Coco Hotahota. En 1988, elle créée sa propre école de danse (Académie de danse Tamariki Poerani) et participe au 1er Heiva des écoles. En 1989, elle prend la direction de la troupe professionnelle : « Tamariki Poerani ». La troupe a ensuite remporté de nombreux prix au fil des années. En janvier 2016, elle réunit 2982 danseurs au golf d’Atimaono et inscrit Tahiti dans le Guiness Book pour le grand nombre de danseurs de ‘ori tahiti.
À l’issue de sa victoire au Heiva 2017 et au Hura Tapairu 2017, elle décide de transmettre la direction de la troupe Tamariki Poerani à sa fille Kohaï.

## Vidéographie
- Ori Tahiti by Makau. 10 épisodes de 26 minutes. 2012. Réalisé par Marc Emmanuel Louvat. Archipels production, TNTV[7].
- Heiva i Tahiti By Makau. 8 épisodes de 26 minutes. 2015. Réalisé par Marc Emmanuel Louvat. Archipels production, TNTV[8].
- Record du monde de Ori Tahiti / World record Ori Tahiti - OFFICIAL VIDEO. 7 minutes. 2016. TNTV
- Record du monde Ori Tahiti - REPLAY du direct. 77 minutes. 2016. TNTV
- Record du monde Ori Tahiti. 7 minutes. 2016. Jonathan Bougard.
- Les grandes signatures avec Makau Foster-Delcuvellerie. Magazine de 28 minutes. 2017. TNTV.